# Kunë
Kunë (alb. Ishulli i Kunës) je mali otok koji se nalazi u blizini obale Albanije u Jadranskom moru. 

## Zemljopis
Otok leži u delti rijeke Drima u blizini grada Lješa. Ima površinu od 1,4 km². Udaljen je 1,5 kilometar od obale. U bizini otoka nalaze se plaže Tale i Kunë. 

## Flora i fauna
Kunë je dom mnogim životinjskim i biljnim vrstama. Na otoku živi oko 70 vrsta ptica, 22 vrste gmazova, 6 vrsta vodozemaca i 23 vrste sisavaca. Na otoku se nalaze šume jaseni i vrba.